# Nova Boa Vista
Cet article possède un paronyme, voir Boa Vista (homonymie).
Nova Boa Vista est une municipalité brésilienne située dans l'État du Rio Grande do Sul.